# Heinz-Harald Frentzen

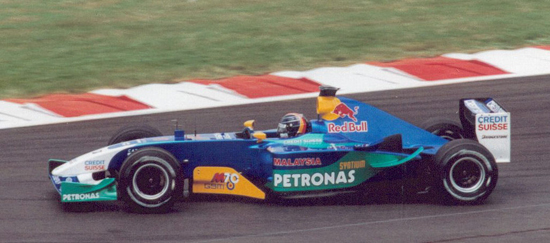
Frentzen i Sauber-Petronas.

Heinz-Harald Frentzen, född 18 maj 1967 i Mönchengladbach, är en tysk racerförare. Han körde 1994-2003 157 GP-lopp i Formel 1 och blev VM-tvåa 1997. 2004-2006 körde han DTM och i Speedcar Series. Sedan 2011 kör han ADAC GT Masters.

## Racingkarriär
Frentzen började köra karting 1980 och blev tysk juniormästare 1981. 1983 körde han för första gången i ett lopp mot Michael Schumacher i Kerpen, ett lopp som Frentzen vann. 1986 började Frentzen köra Formel Ford 2000.
Frentzens tidiga meriter är tvåa i tyska FF2000-mästerskapet 1987, tysk mästare i Formel Opel-Lotus 1988 och tvåa i Tyska F3-mästerskapet 1989. Han debuterade i formel 1 i Sauber säsongen 1994 och kom som bäst tvåa 1997, men då i Williams. 
Heinz-Harald Frentzen körde mellan 2004 och 2006 i DTM.

## Privatliv
Heinz-Harald Frentzens far Harald Frentzen är tysk och hans mor är från Spanien. Han är gift med Tanja Frentzen, och har tillsammans med henne två barn.

## F1-karriär
| Säsong                 | Stall/Tillverkare               | Placering              | Lopp | Poäng | Etta | Tvåa | Trea | Pole | Varv |
| ---------------------- | ------------------------------- | ---------------------- | ---- | ----- | ---- | ---- | ---- | ---- | ---- |
| 1994                   | Sauber-Mercedes                 | 13                     | 16   | 7     |      |      |      |      |      |
| 1995                   | Sauber-Ford                     | 9                      | 17   | 15    |      |      | 1    |      |      |
| 1996                   | Sauber-Ford                     | 12                     | 16   | 7     |      |      |      |      |      |
| 1997                   | Williams-Renault                | 2                      | 17   | 42    | 1    | 2    | 4    | 1    | 6    |
| 1998                   | Williams-Mecachrome             | 7                      | 16   | 17    |      |      | 1    |      |      |
| 1999                   | Jordan-Mugen Honda              | 3                      | 16   | 54    | 2    | 1    | 3    | 1    |      |
| 2000                   | Jordan-Mugen Honda              | 9                      | 17   | 11    |      |      | 2    |      |      |
| 2001                   | Jordan-Honda Prost-Acer         | 13                     | 11 5 | 6     |      |      |      |      |      |
| 2002                   | Arrows-Cosworth Sauber-Petronas | 17                     | 12 1 | 2     |      |      |      |      |      |
| 2003                   | Sauber-Petronas                 | 11                     | 16   | 13    |      |      | 1    |      |      |
| Sammanlagt 10 säsonger | Sammanlagt 10 säsonger          | Sammanlagt 10 säsonger | 160  | 174   | 3    | 3    | 12   | 2    | 6    |

| 1. San Marino 1997 2. Frankrike 1999 3. Italien 1999 |

| 1. Frankrike 1997 2. Japan 1997 3. Australien 1999 |

| 1. Italien 1995 2. Belgien 1997 3. Italien 1997 4. Österrike 1997 5. Luxemburg 1997 6. Australien 1998 7. Brasilien 1999 8. Tyskland 1999 9. Belgien 1999 10. Brasilien 2000 11. USA 2000 12. USA 2003 |

| 1. Monaco 1997 2. Europa 1999 |

| 1. Australien 1997 2. San Marino 1997 3. Ungern 1997 4. Luxemburg 1997 5. Japan 1997 6. Europa 1997 |